# Thyreus quadrimaculatus
Thyreus quadrimaculatus är en biart som först beskrevs av Radoszkowski 1883.  Thyreus quadrimaculatus ingår i släktet Thyreus och familjen långtungebin. Inga underarter finns listade i Catalogue of Life.